# Uhełna
Uhełna (ukr. Угільня) – wieś na Ukrainie, w rejonie stryjskim obwodu lwowskiego. Wieś liczy 461 mieszkańców.
W II Rzeczypospolitej do 1934 samodzielna gmina jednostkowa. Następnie należała do zbiorowej wiejskiej gminy Sokołów w powiecie stryjskim w woj. stanisławowskiem. Po wojnie wieś weszła w struktury administracyjne Związku Radzieckiego.